# The Sickness 25th Anniversary Tour
Die The Sickness 25th Anniversary Tour ist eine Headlinertournee der US-amerikanischen Alternative-Metal-Band Disturbed.

## Entstehung
Die Tournee wurde am 10. Oktober 2024 angekündigt und umfasst 51 Termine, davon 32 in den Vereinigten Staaten, jeweils vier in Deutschland und dem Vereinigten Königreich, zwei in Kanada und jeweils eins in Belgien, Dänemark, Frankreich, Irland, den Niederlanden, Polen, der Schweiz, Tschechien, Ungarn. Anlass der Tournee ist das 25-jährige Jubiläum von Disturbeds Debütalbum The Sickness, welches am 7. März 2000 erschien und mit über 5,4 Millionen verkauften Einheiten, darunter alleine fünf Millionen in den USA, das meistverkaufte Album der Bandgeschichte ist. Jedes Konzert von Disturbed auf dieser Tournee enthält ein zweiteiliges Set. Zunächst spielt die Band das komplette Album The Sickness, bevor im zweiten Teil die größten Hits der Band von den anderen Alben gespielt wird. Sänger David Draiman bezeichnete es als merkwürdig, einige dieser Lieder recht früh während der Konzerte zu spielen, da manche Titel in den Jahrzehnten zuvor zumeist gegen Ende der Konzerte gespielt wurden. Im Januar 2020 hatte die Band bereits eine Jubiläumstournee anlässlich des 20-jährigen Jubiläums des Albums angekündigt, bei der Disturbed von Staind und Bad Wolves begleitet werden sollte. Diese Tournee wurde jedoch wegen der COVID-19-Pandemie zunächst auf den Sommer 2021 verschoben, bevor die Termine im März 2021 komplett abgesagt werden musste.
Als Vorgruppen reisen vom Anfang bis zum 21. März die Bands Three Days Grace und Sevendust und danach die Bands Daughtry und Nothing More mit. Bei den Konzerten in Europa ist Megadeth die Vorgruppe. Die Tour begann am 25. Februar 2025 in Nampa, Idaho und soll am 28. Oktober 2025 in Glasgow enden. Disturbed spielten beim ersten Konzert der Tour einige Lieder zum ersten Mal seit über zehn Jahren. Das Lied Conflict hatte die Band zuletzt am 28. August 2003 gespielt. Im zweiten Teil des Konzerts spielte die Band ihre aktuelle Single I Will Not Break zum ersten Mal live. Three Days Grace spielten ihr erstes Konzert mit ihrem zurückgekehrten Sänger Adam Gontier seit 2012 und traten erstmals mit zwei Sängern auf, da Gontiers Nachfolger Matt Walst weiterhin der Band angehört. Beim Konzert im United Center in Chicago am 8. März 2025 kam es zur Wiedervereinigung von Disturbed mit ihrem Gründungsbassisten Steve „Fuzz“ Kmak, der die Band Ende 2003 verlassen musste. Kmak spielte bei dem Konzert die Lieder des Albums The Sickness, während sein Nachfolger John Moyer die restlichen Lieder spielte. Durch den Einsatz von Pyrotechnik während des Konzerts wurden sechs Meisterschaftsbanner der Chicago Bulls leicht beschädigt. Bei dem Konzert in Sunrise, Florida am 18. April 2025 trat Elias Soriano von der Band Nonpoint als Gastsänger bei dem Lied Shout 2000 auf. Das für den 10. Mai 2025 geplante Konzert in San Francisco musste ersatzlos gestrichen werden, da es zu einer Terminüberschneidung mit dem NBA-Team der Golden State Warriors kam, die am gleichen Tag ein Play-off-Spiel gegen die Minnesota Timberwolves austragen mussten.

## Konzerte
Ausgefallene Termine sind rot unterlegt.

### Nordamerika
| Datum         | Stadt            | Veranstaltungsort          |
| ------------- | ---------------- | -------------------------- |
| 25. Feb. 2025 | Nampa            | Ford Idaho Center          |
| 27. Feb. 2025 | Denver           | Ball Arena                 |
| 2. März 2025  | St. Louis        | Enterprise Center          |
| 4. März 2025  | Milwaukee        | Fiserv Forum               |
| 6. März 2025  | Minneapolis      | Target Center              |
| 8. März 2025  | Chicago          | United Center              |
| 10. März 2025 | Detroit          | Little Caesars Arena       |
| 12. März 2025 | Louisville       | KFC Yum! Center            |
| 14. März 2025 | Boston           | TD Garden                  |
| 17. März 2025 | Washington, D.C. | Capital One Arena          |
| 19. März 2025 | Montreal         | Centre Bell                |
| 21. März 2025 | New York City    | Madison Square Garden      |
| 29. März 2025 | Cincinnati       | Heritage Bank Center       |
| 31. März 2025 | Cleveland        | Rocket Mortgage FieldHouse |
| 2. Apr. 2025  | Philadelphia     | Wells Fargo Center         |
| 4. Apr. 2025  | Buffalo          | KeyBank Center             |
| 5. Apr. 2025  | Pittsburgh       | PPG Paints Arena           |
| 7. Apr. 2025  | Toronto          | Scotiabank Arena           |
| 9. Apr. 2025  | Indianapolis     | Gainbridge Fieldhouse      |
| 12. Apr. 2025 | Charlotte        | Spectrum Center            |
| 14. Apr. 2025 | Raleigh          | Lenovo Center              |
| 16. Apr. 2025 | Birmingham       | Legacy Arena               |
| 18. Apr. 2025 | Sunrise          | Amerant Bank Arena         |
| 23. Apr. 2025 | Duluth           | Gas South Arena            |
| 25. Apr. 2025 | San Antonio      | Frost Bank Center          |
| 26. Apr. 2025 | Fort Worth       | Dickies Arena              |
| 28. Apr. 2025 | Oklahoma City    | Paycom Center              |
| 5. Mai 2025   | Seattle          | Climate Pledge Arena       |
| 7. Mai 2025   | Portland         | Moda Center                |
| 9. Mai 2025   | Sacramento       | Golden 1 Center            |
| 10. Mai 2025  | San Francisco    | Chase Center               |
| 13. Mai 2025  | Inglewood        | Kia Forum                  |
| 15. Mai 2025  | Phoenix          | Footprint Center           |
| 17. Mai 2025  | Las Vegas        | MGM Grand Garden Arena     |

### Europa
| Datum         | Stadt      | Veranstaltungsort               |
| ------------- | ---------- | ------------------------------- |
| 28. Sep. 2025 | Kopenhagen | Royal Arena                     |
| 1. Okt. 2025  | Düsseldorf | PSD Bank Dome                   |
| 3. Okt. 2025  | Stuttgart  | Hanns-Martin-Schleyer-Halle     |
| 4. Okt. 2025  | Zürich     | Hallenstadion                   |
| 6. Okt. 2025  | Budapest   | Papp László Budapest Sportaréna |
| 7. Okt. 2025  | Prag       | O2 Arena                        |
| 10. Okt. 2025 | Krakau     | Tauron Arena                    |
| 12. Okt. 2025 | Paris      | Zénith Paris                    |
| 14. Okt. 2025 | Amsterdam  | Ziggo Dome                      |
| 15. Okt. 2025 | Brüssel    | Forest National                 |
| 17. Okt. 2025 | München    | Olympiahalle                    |
| 18. Okt. 2025 | Berlin     | Velodrom                        |
| 20. Okt. 2025 | Birmingham | Utilita Arena                   |
| 22. Okt. 2025 | Dublin     | 3Arena                          |
| 24. Okt. 2025 | Manchester | AO Arena                        |
| 26. Okt. 2025 | London     | The O2                          |
| 28. Okt. 2025 | Glasgow    | OVO Hydro                       |

## Setlists
| Disturbed (25. Februar 2025) 1. Voices 2. The Game 3. Stupify 4. Down with the Sickness 5. Violence Fetish 6. Fear 7. Numb 8. Want 9. Conflict 10. Shout 11. Droppin’ Plates 12. Meaning of Life 13. Ten Thousand Fists 14. I Will Not Break 15. Bad Man 16. Land of Confusion 17. Indestructible 18. The Sound of Silence 19. The Light 20. Inside the Fire | Three Days Grace (25. Februar 2025) 1. Animal I Have Become 2. So Called Life 3. Break 4. Home 5. The Mountain 6. Chalk Outline 7. Mayday 8. I Hate Everything About You 9. The Good Life 10. Painkiller 11. Never Too Late 12. Riot | Sevendust (25. Februar 2025) 1. Denial 2. Face to Face 3. Black 4. Enemy 5. Crucified |

| Daughtry (29. März 2025) 1. The Reckoning 2. Changes Are Coming 3. World on Fire 4. The Day I Die 5. Seperate Ways (Worlds Apart) 6. It’s Not Over 7. Home 8. The Dam 9. Heavy Is the Crown 10. Pieces 11. Artificial | Nothing More (29. März 2025) 1. House on Sand 2. If It Doesn’t Hurt 3. Freefall 4. Angel Song (mit David Draiman) 5. This Is the Time (Ballast) |

## Persönlichkeiten
| Disturbed - David Draiman – Gesang - Dan Donegan – Gitarre - John Moyer – Bass - Steve „Fuzz“ Kmak – Bass 1 - Mike Wengren – Schlagzeug - Elias Soriano – Gesang 2 | Three Days Grace - Adam Gontier – Gesang - Matt Walst – Gesang - Barry Stock – Gitarre - Brad Walst – Bass - Neil Sanderson – Schlagzeug | Sevendust - Lajon Witherspoon – Gesang - Clint Lowery – Gitarre - John Connolly – Gitarre - Vince Hornsby – Bass - Morgan Rose – Schlagzeug |

| Daughtry - Chris Daughtry – Gesang - Josh Steely – Gitarre - Brian Craddock – Gitarre - Marty O’Brien – Bass - Jeremy Schaffer – Schlagzeug - Elvio Fernandes – Keyboard | Nothing More - Jonny Hawkins – Gesang - Mark Vollelunga – Gitarre - Daniel Oliver – Bass - Ben Anderson – Schlagzeug | Megadeth - Dave Mustaine – Gesang - Teemu Mäntysaari – Gitarre - James LoMenzo – Bass - Dirk Verbeuren – Schlagzeug |